# بلبروک (اوهایو)
بلبروک(به انگلیسی: Bellbrook) شهری در ایالت اوهایو کشور ایالات متحده آمریکا است که جمعیت آن در سرشماری سال ۲۰۱۰ میلادی، ۶٬۹۴۳ نفر بوده‌است.